# Jean-Luc Crétier
Jean-Luc Crétier (* 28. April 1966 in Albertville, Frankreich) ist ein ehemaliger französischer Skirennläufer.
Mit seinem Olympiasieg in der Abfahrt bei den Olympischen Spielen 1998 in Nagano reiht er sich ein in die lange Liste der Überraschungssieger in dieser Disziplin. Im Skiweltcup konnte er hingegen kein Rennen gewinnen; er erreichte dreimal einen zweiten und zweimal einen dritten Platz. Von 1983 bis 1993 wurde Crétier sechsmal Französischer Meister (3 × Kombination, 2 × Abfahrt und 1 × Super-G). Im Dezember 1998 erklärte Cretier nach einem schweren Sturz bei der Weltcup-Abfahrt in Gröden seinen Rücktritt.